# Priniás, Kreta
Priniás är en ort i Grekland.   Den ligger i prefekturen Nomós Irakleíou och regionen Kreta, i den sydöstra delen av landet, 300 km söder om huvudstaden Aten. Priniás ligger 608 meter över havet och antalet invånare är 369.
Terrängen runt Priniás är kuperad åt sydost, men åt nordväst är den bergig.Runt Priniás är det ganska glesbefolkat, med 50 invånare per kvadratkilometer. Närmaste större samhälle är Gázi, 19,6 km norr om Priniás. Trakten runt Priniás består till största delen av jordbruksmark.